# 원주 왕국회관 화재
원주 왕국회관 화재 사건은 1992년 10월 4일, 대한민국 강원도 원주시에 위치하던 여호와의 증인 집회장소인 왕국회관에서 발생한 방화 사건이다. 이 방화로 당시 15명이 숨지고 36명이 중경상을 입었다.

## 화재 원인
범죄자 원언식은 아내가 여호와의 증인 집회에 나가기 시작하자 종교 활동을 극렬히 반대했다. 사건 당일인 1992년 10월 4일 직장(대한지적공사 원주출장소)에서 돌아온 원언식은 여호와의 증인 집회에 참석하는 문제로 아내를 설득하다가 부부 싸움으로 번졌다. 원언식은 화를 참지 못한 상태에서 주유소에서 휘발유를 구입한 뒤 바로 원주의 왕국회관으로 찾아가 입구를 가로막고 '아내를 내놓으라'며 고성방가를 했는데 아내는 반대쪽 문으로 나갔고 원언식은 휘발유를 교회 내에 뿌리고 방화하였다.

## 범행동기
당시 35세의 원언식(1957.06.17 ~ )은 자신의 부인이 여호와의 증인 집회에 나가기 시작하자, 집회에 나가는 것을 비롯한 부인의 종교 활동을 막았다. 원언식은 자신의 범행 동기에 대해 '부인이 자신의 뜻에 따르지 않고 또 다시 집회에 가는 것에 분노가 폭발하였다'고 한다.

## 재판
원언식은 1993년 사형 확정판결을 받았으며 현재까지 최장기 사형수로 광주교도소에서 복역 중이다.

## 참고 자료
- 강원도 원주시 우산동, 교회 방화 14명 사망 (이홍모)
- 한국의 사형수들“내 아내 내놔라!” 예배당 불 질러 15명 사망 보관됨 2018-02-22 - 웨이백 머신